# Pachydissus elegans
Pachydissus elegans es una especie de escarabajo longicornio del género Pachydissus, tribu Cerambycini, subfamilia Cerambycinae. Fue descrita científicamente por Nonfried en 1895.

## Descripción
Mide 48 milímetros de longitud.

## Distribución
Se distribuye por Indonesia.